# Гирейское городское поселение
Гирейское городское поселение — муниципальное образование в Гулькевичском районе Краснодарского края России.
Административный центр — посёлок городского типа Гирей.
В рамках административно-территориального устройства Краснодарского края ему соответствует рабочий посёлок (пгт) с подчинёнными ему двумя сельскими населёнными пунктами (Гирейский поселковый округ).

## Население
| 2010  | 2012  | 2013  | 2014  | 2015  | 2016  | 2017  |
| ----- | ----- | ----- | ----- | ----- | ----- | ----- |
| 6798  | ↘6737 | ↘6596 | ↘6586 | ↗6649 | ↘6613 | ↘6574 |
| 2018  | 2019  | 2020  | 2021  | 2023  |       |       |
| ↗6576 | ↗6590 | ↗6631 | ↘6495 | ↘6397 |       |       |

## Населённые пункты
В городское поселение входят 3 населённых пункта:
| № | Населённый пункт | Тип населённого пункта  | Население (чел.) |
| - | ---------------- | ----------------------- | ---------------- |
| 1 | Гирей            | посёлок городского типа | ↘6171            |
| 2 | Черединовский    | хутор                   | ↘199             |
| 3 | Приозёрное       | село                    | ↘13              |

## Местное самоуправление
Главы городского поселения
- Роман Александрович Кайков
- с 2.04.2023 года — Роман Александрович Алексеенко[14]